# Hohenzollern-Sigmaringen
Hohenzollern-Sigmaringen var et lille grevskab og senere fyrstendømme i Schwaben i det sydlige Tyskland, der eksisterede fra 1576 til 1850. Dets område lå i den centrale del af den nuværende tyske delstat Baden-Württemberg. Dets hovedstad var byen Sigmaringen. Hohenzollern-Sigmaringen blev regeret af medlemmer af den schwabiske linje af huset Hohenzollern, som var forblevet katolsk.

## Historie
Hohenzollernslægten delte sig i begyndelsen af det 13. århundrede i en schwabisk og en frankisk linje, hvoraf den sidste senere kom til at herske over Brandenburg og Preussen. I 1576 delte den schwabiske linje sig videre i linjerne Hohenzollern-Hechingen og Hohenzollern-Sigmaringen. Linjen Hechingen uddøde i 1869, mens linjen Hohenzollern-Sigmaringen fremdeles eksisterer. Stamslottet Sigmaringen troner over byen Sigmaringen.
Fyrstedømmet Hohenzollern-Sigmaringen (i dag en del af den tyske delstat Baden-Württemberg) blev 1849 indlemmet i Preussen, men familien Hohenzollern-Sigmaringen fortsatte med at spille en betydningsfuld rolle. Slægten erhvervede den rumænske trone, som den havde mellem 1866 og 1947.

## Regenter af Hohenzollern-Sigmaringen
Grever af Hohenzollern-Sigmaringen, 1576-1623
- Karl II. (1576-1606)
- Johann (1606-1623)

Fyrster af Hohenzollern-Sigmaringen, 1623-1849
- Johann (1623-1638)
- Meinrad I. (1638-1681)
- Maximilian (1681-1689)
- Meinrad II. (1689-1715)
- Joseph Franz Ernst (1715-1769)
- Karl Friedrich (1769-1785)
- Anton (1785-1831)
- Karl (1831-1848)
- Karl Anton (1848-1849) (far til kong Carol I., desuden preussisk ministerpræsident 1858-1862)

Fyrster af huset Hohenzollern-Sigmaringen og Hohenzollern efter anneksionen af Hohenzollern-Sigmaringen
- Karl Anton (1849-1885) (blev fyrste af Hohenzollern efter den sidste fyrste af Hohenzollern-Hechingens død i 1869)
- Leopold (1835-1905)
- Wilhelm (1905-1927)
- Friedrich (1927-1965)
- Friedrich Wilhelm (1965-2010), svoger til Prinsesse Birgitta af Sverige og Hohenzollern (født 1937)
- Karl Frederik, født 1952, titulær fyrste fra 2010

48°05′17″N 9°13′00″Ø / 48.0881°N 9.2167°Ø